# Helga Nowotny
Pour les articles homonymes, voir Nowotny.
Helga Nowotny, née le 9 août 1937 à Vienne est une sociologue et philosophe autrichienne

## Biographie
Helga Nowotny  est titulaire d'un doctorat en sociologie de l'Université de Columbia et d'un doctorat en droit de l'Université de Vienne. Elle se tourne vers la sociologie dans les années 1990. Elle enseigne à Vienne, Cambridge, Bielefeld et Budapest et  est titulaire de la chaire de philosophie et de recherche scientifique de l’École polytechnique fédérale de Zurich de 1998 à 2002.
Elle fait partie de plusieurs institutions scientifiques et politiques européennes. Elle préside le comité des sciences sociales de la Fondation européenne de la science et de 2001 à 2005, le comité consultatif européen pour la recherche (EURAB), l'organe consultatif suprême de la Commission européenne pour la recherche. Fin 2005, elle devient vice-présidente du nouveau Conseil européen de la recherche (CER), qu'elle  préside de 2010 à 2013.
Helga Nowotny est membre de l'Academia Europaea et membre étrangère de l'Académie royale suédoise des sciences depuis 2006. En octobre 2015, elle reçoit un doctorat honoris causa de l'Université de Bergen et un doctorat honorifique de l'Institut Weizmann et de l'Université de Twente

## Prix et distinctions
2002 prix Arthur Burkhardt pour la promotion des sciences
2003 Society for Social Studies of Science’s Bernal Prize
2018 médaille Leibniz 2018

## Publications
- Cultures of Technology and the Quest for Innovation (ed.), New York, Oxford: Berghahn Books (2006)
- The Public Nature of Science under Assault: Politics, Markets, Science and the Law, Heidelberg, New York: Springer (avec D. Pestre, E. Schmidt-Aßmann,H. Schulze-Fielitz, H.H. Trute) (2005)
- Repenser la science. Savoir et société à l'ère de l'incertitude (Re-thinking science. Knowledge and the public in an age of uncertainty, Cambridge, Polity Press, 2001, avec P. Scott, M. Gibbons, ), trad. M. Gibbons, Paris, Belin, 2003
- Le temps à soi. Génèse et structuration d'un sentiment du temps, Editions de la Maison des sciences de l'homme, Paris, 1992, 1ère édition en allemand, Suhrkamp Verlag, Francfort, 1989.